# Obręcz (neuroanatomia)
Obręcz (łac. cingulum) – struktura anatomiczna mózgowia, pęczek włókien kojarzeniowych, łączący zakręt obręczy z korą śródwęchową.